# Charlotte Elisabeth Nebel
Charlotte Elisabeth Nebel (geb. Rambach, * 15. Juni 1727 in Halle (Saale); † 8. September 1761 in Worms) war eine deutsche Kirchenlieddichterin und Erbauungsschriftstellerin.

## Leben
Charlotte Elisabeth Nebel war eine Tochter des evangelischen Theologen und Kirchenlieddichter Johann Jakob Rambach und dessen erster Frau Johanna Elisabeth (1706–1730), Tochter des evangelischen Theologen Joachim Lange (1670–1744). Sie war anfänglich in Halle aufgewachsen und hatte in Gießen ihre ersten Lebenserfahrungen gemacht. Im Alter von neunzehn Jahren verheiratete sie sich am 24. Mai 1746 mit dem damaligen Gymnasiallehrer Heinrich Christoph Nebel, der ihre Begabung maßgeblich förderte. So ist sie in der Geschichtsbetrachtung als eigenständige Verfasserin von Erbauungsschriften und als Dichterin geistlicher Lieder in Erscheinung getreten. Vor allem ihr Mann war es, der nach ihrem Tod ihre Arbeiten einem breiten Publikum zugänglich machte. Durch Veröffentlichungen gelangten ihre Arbeiten in die Köthner Liedersammlung (Halle 1768), so dass jene eine weite Verbreitung fanden.

## Werke
- Der große Versöhnungstag zum heilsamen Gebrauch des Leidens und Sterbens Jesu Christi, auf die 24 Stunden des Tages angewendet, nebst einem poëtischen Anhang; mit einem schuldigen Denkmahl der Liebe dieser seiner herzlich geliebtesten Ehegattin und einer Vorrede begleitet von C. Nebel. Speyer 1761
- Sämtliche Poësien, mit einer Vorrede von der geistlichen Dichtkunst. Frankfurt am Main 1763
- Erbauliche Betrachtungen über mancherley Wahrheiten unsers christlichen Glaubens; mit einer Vorrede über 4 B. Mos. 4, 13-16. Frankfurt am Main 1765